# 560. pehotna divizija (Wehrmacht)
560. pehotna divizija (izvirno nemško 560. Infanterie-Division; kratica 560ID) je bila pehotna divizija Heera v času druge svetovne vojne.

## Zgodovina
Divizija je bila ustanovljena 1. avgusta 1944 kot pehotna divizija 30. vala v 10. vojaškem okrožju. 
10. avgusta 1944 je bila preoblikovana v 560. ljudskogrenadirsko divizijo.

## Organizacija
- 1128. grenadirski polk
- 1129. grenadirski polk
- 1130. grenadirski polk
- 1560. artilerijski polk
- 560. fusilirski bataljon
- 1560. divizijske enote

## Pripadniki
Divizijski poveljniki
- Generalporočnik Erich Hofmann (avgust 1944)